# Carrera Séptima

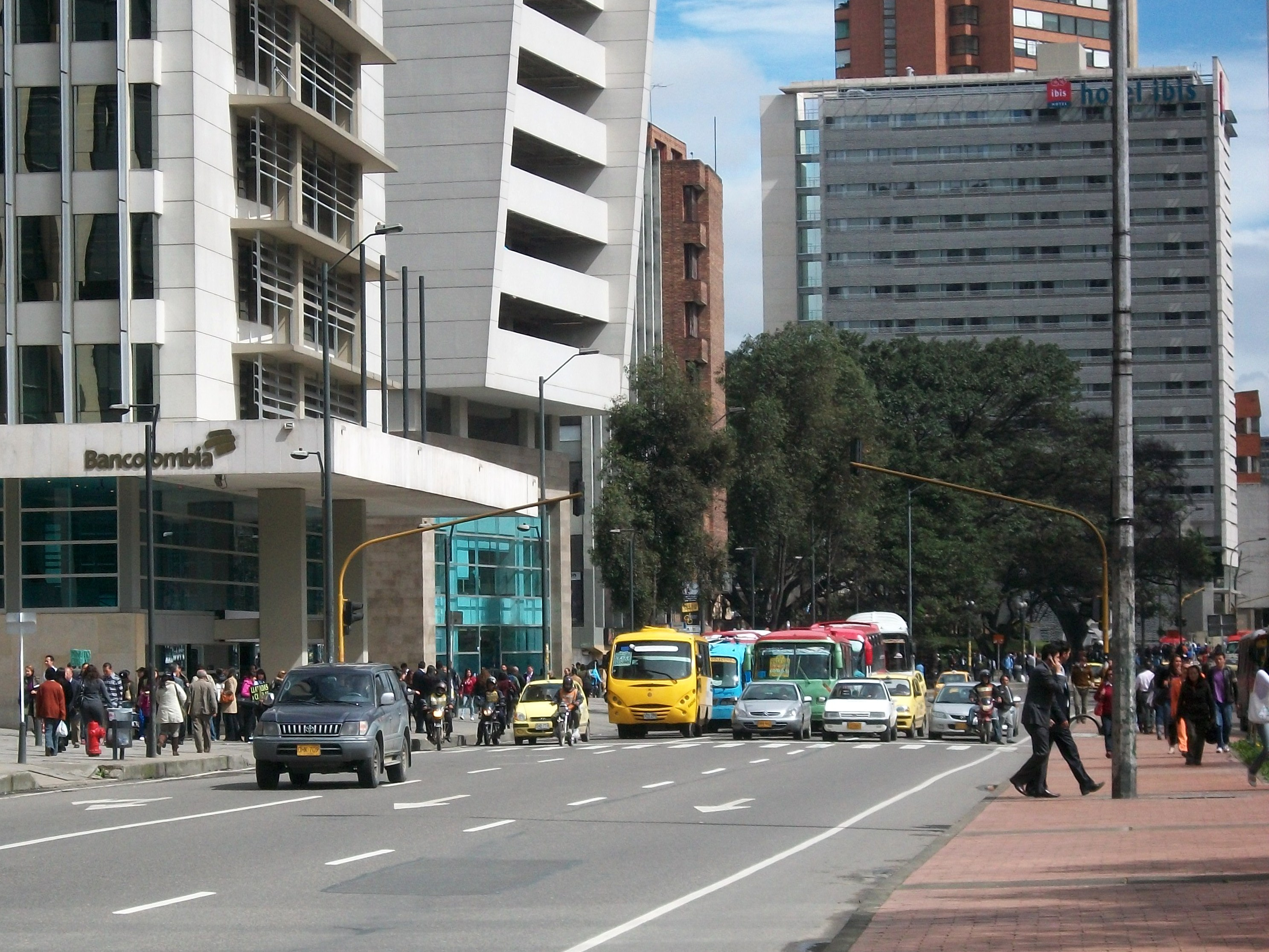
La carrera Séptima au niveau du n°29.

La carrera Séptima est l'une des principales voies traversant la ville de Bogota du nord au sud en passant par le centre-ville ainsi que par le quartier d'affaires. Cette artère est bordée par de nombreux emblèmes de Bogotá, notamment la tour Colpatria, la place Bolívar et le musée national de Colombie.